# Paul Czajkowski
Paul Czajkowski (transliteración de Paweł Czaykowski (1785, Pomerania - 1839 en Cracovia) fue un poeta polaco, traductor, dramaturgo e historiador literario.

## Biografía
Nació en Pomerania, hacia el año 1785. Su padre fue Peter Czajkowski, un médico militar y político. En primer lugar estudió en Chełmno, y luego estudió filosofía en Berlín (en el ínterin también visitó Francia). Ya de regreso a Polonia, trabajó como profesor de idiomas en el instituto y escuelas Wolski K. Varsovia, y luego fue preceptor de las familias Załuski y Trzebiński. Durante tres años (1809-1812) se desempeñó como funcionario de la Comisión y de la Dirección de Bienes Nacionales de Alimentos. En 1812 fue profesor de literatura en las escuelas del departamento de Toruń. Tres años más tarde (4 de abril de 1815) fue nombrado profesor asistente en la Universidad de Cracovia, donde enseñó literatura polaca. Después de 7 meses (11 de julio), recibió, previa sustentación de tratado De antiqua Polonorum poësi, fue nombrado profesor (que fue precedida por otra prueba de acceso de 2 días: 3 al 4 de julio de 1815). Medio año más tarde (14 de febrero de 1816) recibió el título de doctor. Durante nueve años consecutivos (años académicos 1824/1825 hasta 1832/1833), fue profesor de literatura polaca y universal, ocupando el cargo de decano desde 1824/1825 hasta 1828/1829.
A partir de 1833 se deterioró su salud, a consecuencia de lo cual finalizó su trabajo en la Universidad, retirándose el 1 de octubre de 1833. Falleció en 1839 en Cracovia, antes de cumplir los 55 años de edad. Su hijo, Antoni Czajkowski, también fue un destacado poeta.

## Obra

### Principales obras y trabajos
- Zygmunt August. Tragedia. Escrita antes del año 1814 y leída en 1820 en una sesión de la Sociedad Científica de Cracovia.
- De antiqua Polonorum poësi et de spurio L. Annaei Senecae libello de quatuor virtutibus cardinalibus..., "Miscellaneorum Cracoviensum fasciculus" N.º 2 (1815), Pp. 73-76.
- Elegía a la creación de la Sociedad Científica de Cracovia, texto leído el 6 de junio de 1816; "Anales de la Sociedad Científica de Cracovia" N.º 1 (1817), Pp. 251 a 258.
- Paseo de mayo al distrito de Bielany en Cracovia, texto expuesto en 1816 en la Universidad de Cracovia; leído en la reunión privada de la Sociedad Científica Cracovia el día 15 de junio de 1818; publicado en los Anales de la Sociedad Científica de Cracovia N.º 4 (1819), Pp. 255-265
- Vida de Jacek Przybylski. Cracovia, Suplemento especial de la Gazeta Krakowska, 11 de septiembre de 1819.
- Apología de la vida y muerte de Tadeusz Kościuszko, con ocasión de la sepultura de su cuerpo en las tumbas reales el día 23 de junio de 1818, escrita por.... Cracovia, Anales de la Sociedad Científica de Cracovia N.º 5 (1820): Pp. 332 a 344.
- Elegía al túmulo levantado para Kościuszko. Varsovia, Descripción de la Fiesta Nacional con motivo del levantamiento del túmulo de T. Kościuszko, 1820 (copia de la revista Pszczółka Krakowska); ed. siguiente: Anales de la Sociedad Científica de Cracovia N.º 6 (1821): Pp. 320-323; manuscrito: Ossolineum ref. 12979 / I 4
- Tratado sobre la educación, Cracovia, Anales de la Sociedad Científica de Cracovia N.º 6, (1821): Pp. 29-73.
- Habitación Jagiellónica, poema de 11 cantos. Fragmentos publicados en la revista Pszczółka Krakowska, 1821, tomo 3; "Anales de la Sociedad Científica de Cracovia", tomo 12 (1827) Pp. 281 a 305; "Memorias de Ciencias y Artes de Cracovia", 1830.
- Discurso pronunciado en el funeral de Walenty Litwiński, exrector de la Universidad Jagellónica..., Cracovia (1823) y "Anales de la Sociedad Científica de Cracovia" N.º 9 (1824), Pp. 263-284.
- Poema dirigido a Su Excelencia Józef Nikorowicz, Presidente de la Corte de Apelaciones... con motivo del aniversario de su paso por la profesión de servicios públicos, lugar de edición desconocido, (1824), impresión anónima.
- Apología de Jacek Idzi Przybylski..., Cracovia, Anales de la Sociedad Científica de Cracovia N.º 9 (1824): Pp. 151 a 214 y copias.
- Apología de la vida y logros civiles de Stanisław Mieroszowski Q.E.P.D., heredero del mayorazgo de los Mysłowski..., texto leído en sesión pública de la Sociedad Científica el día 15 de febrero; Cracovia, "Anales de la Sociedad Científica de Cracovia" N.º 11, (1826), Pp. 125-167 y copias.
- Tratado que demuestra que Silesia fue parte de Polonia, así como que la poesía alemana debe el nacimiento de su genio en el Wroclaw gobernado por un Piasta, Anales de la Sociedad Científica de Cracovia N.º 11 (1826), Pp. 307-335.
- Apología de la vida y talentos de Michał Stachowicz, profesor de pintura en el Liceo de Cracovia, texto leído en sesión pública de la Sociedad Científica, el día 11 de junio de 1827 por...., Anales de la Sociedad Científica de Cracovia, tomo 12 (1827), Pp. 238-280 y copias. Lugar de la edición desconocido.
- Sobre la vida y habla de San Juan Crisóstomo, con comentarios referentes a las costumbres y el mundo del siglo IV, "Memorias de Ciencias y Artes de Cracovia", 1830 N.º 2.
- Apología de la vida y obra del Doctor en Medicina Jerzy Chrystian Arnold, "Anales de la Sociedad Científica de Cracovia" tomo 14 (1831), Pp. 38-124, (el texto incluye un fragmento de la poesía de Arnold en la traducción de Czajkowski).

- Además, los tratados y poemas de Czajkowski fueron publicados en los siguientes libros y revistas: JA Barth: Pacis Annis MDCCCXIV y MDCCCXV foederatus armis Restituta ... Wroclaw en 1818; "Miscelánea Cracoviensia"; "Mrówka Poznańska"; "Pszczółka Krakowska" (incluida la respuesta a los comentarios sobre la traducción de Los deberes" de Cicerón, 1821, tomo 2).

- K. Lewicki presentó fragmentos del discurso que diera Czajkowski el día 4 de julio de 1815 en la Universidad de Cracovia, extraídos de un manuscrito del archivo la Universidad Jagellónica (Facultad de Filosofía N.º 44). Véase: K. Lewicki: "El Departamento de Historia  de la Literatura Polaca en la Universidad Jagellónica" (Cracovia), 1966, Pp. 52-53.
- Sus poemas también han sido conservados en manuscritos en la Biblioteca de la Academia de Ciencias de Polonia, Cracovia ref. 1781 (Oda a la Confederación), Ref. 2053 (trad. Dies irae).

### Traducciones
- Évariste Desiré de Parny: El Paraíso perdido, en cuatro cantos, traducido por..., Breslavia, 1809 (2 ediciones).
- J. Ch. Arnold: Tratados (1-4) sobre la generosidad de los reyes y las consideraciones de los señores polacos para con la medicina y los médicos y lekarzów..., "Anales de la Sociedad Científica de Cracovia" Vol. 7 (1811) pp. 166-188 y copias; Vol. 10 (1817), pp. 330-351 y copias; Vol. 13 (1820), pp. 504-527 y copias; Vol. 15 (1822), pp. 135-163 y copias, (El traductor no fue mencionado en la edición).
- Voltaire: Roma liberada o Catilina. Tragedia traducida en verso al polaco, tragedia traducida antes de 1814, publicada en Cracovia en 1818.
- François-René de Chateaubriand: Atala, o Los amores de dos salvajes en el desierto (traducción dedicada a Jan Paweł Woronicz), Cracovia, 1817.
- Marco Tulio Cicerón: Discurso en defensa del poeta Arquías y Sobre los deberes, "Diario de Varsovia" vol. 11 (1818); vol. 19 (1821).
- Jacques-Bénigne Bossuet: Oración fúnebre de la princesa Enriqueta Ana de Inglaterra, Duquesa de Orleans, del 21 de agosto de 1670, traducida al polaco por..., Cracovia, "Anales de la Sociedad Científica de Cracovia", p. 10 (1825), pp. 106-161 y copias.
- Évariste Desiré de Parny: La transformación de Venus. Imitación de un poema griego, Cracovia, 1828.

### Trabajo editorial
- Torquato Tasso: Goffred o Jerusalén liberada en la traducción de Piotr Kochanowski. Breslavia, 1820 (incluye comentarios de Czajkowski sobre la poesía polaca, la vida de Torquato Tasso, así como el análisis de la traducción de "Jerusalén liberada").

### Cartas y otros documentos
- Las copias de la correspondencia de Czajkowski como secretario de la Sociedad Científica de Cracovia del año 1816 se encuentran en la Biblioteca Jagellónica, código 5638.
- El manuscrito del borrador de una carta de 1822, entregado por Franciszek Rawita-Gawroński a la Biblioteca de la Academia de Ciencias de Cracovia, código 2164, tomo 4.
- Más documentación referente a P.Czajkowski se encuentra en los manuscritos de la Biblioteca Jagellónica, código 278 I 3753, pos. 10 y en los archivos de la Universidad Jagellónica.

## Estudios sobre Czajkowski
- Ludwik Osiński: El Paraíso perdido rec., "Diario de Varsovia" N.º 6, 1809.
- Feliks Jan Bentkowski: Historia de la literatura polaca, tomo 1, Varsovia, 1814.
- W. Chyliczkowski: Notas sobre la traducción de “Los deberes” de Cicerón de P. Czajkowski, "Diario de Varsovia", 1821.
- Stanisław Wodzicki: Diarios (escrito antes de 1843), Cracovia, 1888.
- Kazimierz Władysław Wójcicki: Enciclopedia Universal volumen 6, Samuel Orgelbrand Editor, 1861.
- Ambroży Grabowski: Recuerdos (escrito antes de 1868), tomos 1-2, Cracovia 1909, "Biblioteka Krakowska" n.º 40-41
- Piotr Chmielowski: Gran Enciclopedia Universal Ilustrada, tomo 13, 1894.
- J. Dobrzycki: Historia de mi Alma Mater, Cracovia, 1925.
- Stanisław Małachowski-Łempicki: Lista de las logias masónicas de Polonia y de sus miembros en los años 1738-1821, Cracovia, 1929
- Adam Bar: Diccionario biográfico de Polonia, tomo 4, 1937.
- K. Mrozowska: Historia de la Universidad Jagellónica en los años 1795-1850. Colección: Historia de la Universidad Jagellónica de 1765 a 1850, tomo 2, parte 1, "Universitas Jagellonica" N.º 21/2, Cracovia, 1965.
- K. Lewicki: Departamento de Literatura polaca en la Universidad Jagellónica en los años 1803-1848, Cracovia, "Departamento de Historia de la Literatura Polaca en la Universidad Jagellónica", 1966.